# 金银川站

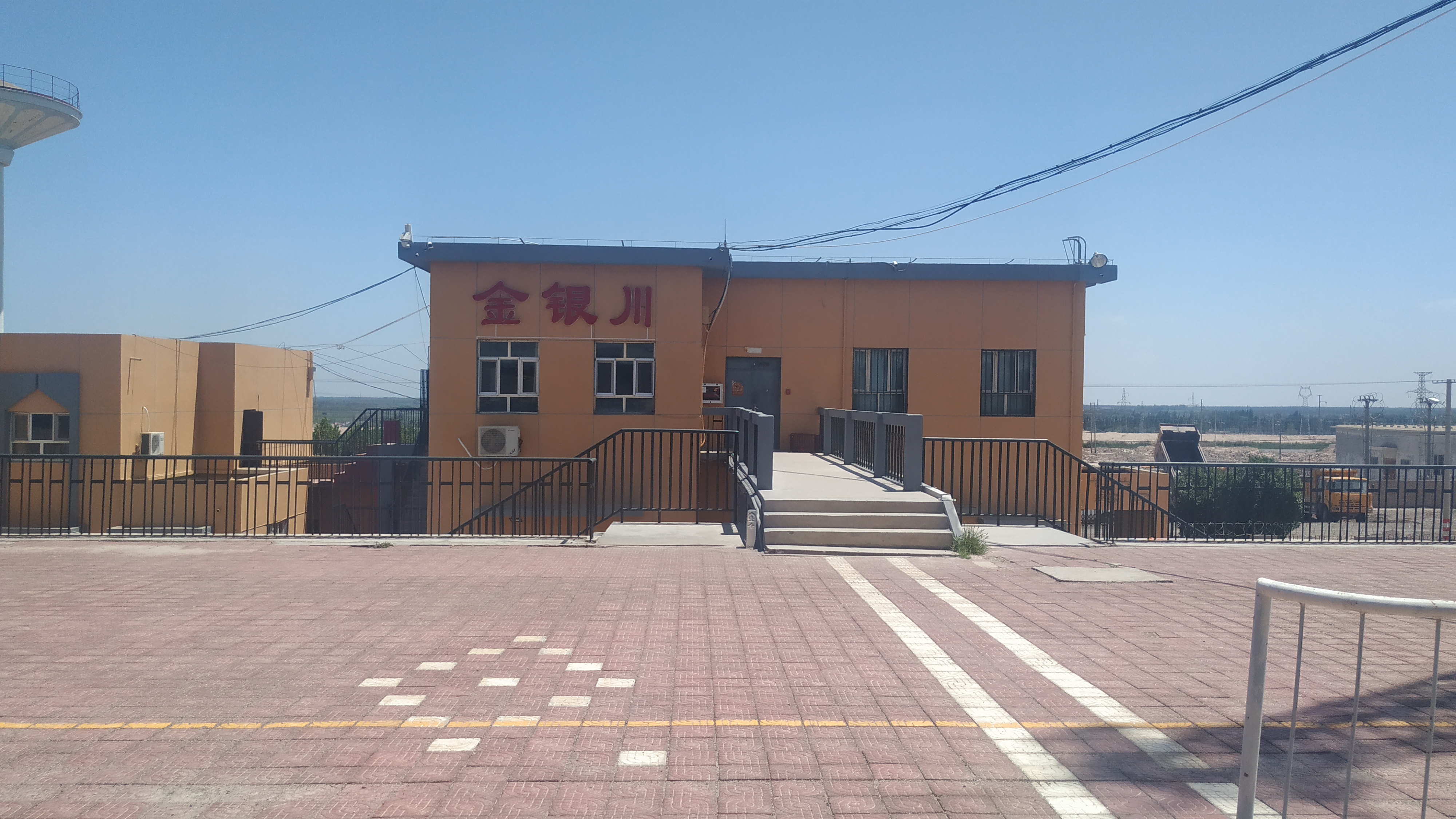
金银川站站房(2019年7月)

金银川站（維吾爾語：جىنېنچۇەن بېكىتى‎，拉丁维文：Jinëncuen bëkiti）位于中华人民共和国新疆维吾尔自治区阿克苏地区阿拉尔市新疆生产建设兵团第一师一团（金银川垦区），是南疆铁路上的火车站，1999年开通运营。

## 旅客列车目的地
管內普速始發列車
| 车次 | 目的地   |
| ---- | -------- |
| 7558 | 烏魯木齊 |
| 7557 | 喀什     |